# 柔道龍虎房
『柔道龍虎房』（じゅうどうりゅうこぼう、原題：柔道龍虎榜、英題：Throw Down）は、2004年公開の香港映画。黒澤明監督の『姿三四郎』に敬意を表した作品。キャッチコピーは「泣いてもいいから前を見ろ!」

## キャスト
| 役名             | 俳優               | 日本語吹替 |
| ---------------- | ------------------ | ---------- |
| シト・ポウ       | ルイス・クー       | 咲野俊介   |
| トニー           | アーロン・クオック | 中村大樹   |
| シウモン         | チェリー・イン     | 天田有希子 |
| レイ・アコン     | レオン・カーフェイ | 木下浩之   |
| チン             | カルバン・チョイ   | 辻親八     |
| チェン・ヤッサム | ロー・ホイパン     |            |
| マン             | チョン・シウファイ |            |
| シウモンの父     | ジャック・カオ     |            |

## スタッフ
- 監督：ジョニー・トー
- 脚本：ヤウ・ナイホイ/イップ・ティンシン/アウ・キンイー
- 撮影：チェン・チョウキン
- 音楽：ピーター・カム
- 動作設計：ユン・ブン

## DVD
- 日本では2006年9月22日にDVDが発売された。

## 受賞歴
- 2004年 ヴェネツィア国際映画祭 正式招待作品
- 2004年 台湾金馬映画祭賞 脚本賞